# Миттерндорф-ан-дер-Фиша
Миттерндорф-ан-дер-Фиша (нем. Mitterndorf an der Fischa) — коммуна (нем. Gemeinde) в Австрии, в федеральной земле Нижняя Австрия. 
Входит в состав округа Баден.  Население составляет 1846 человек (на 1 января 2007 года). Занимает площадь 10,77 км². Официальный код  —  3 06 21.

## Политическая ситуация
Бургомистр коммуны — Хельмут Хумс (СДПА) по результатам выборов 2005 года.
Совет представителей коммуны (нем. Gemeinderat) состоит из 19 мест.
- СДПА занимает 15 мест.
- АНП занимает 3 места.
- АПС занимает 1 место.